# 샤오둥이
샤오둥이(중국어 정체자: 蕭東意, 병음: Xiāo Dōngyì, 한자음: 소동의, Kurt Hsiao, 1986년 7월 23일 ~)는 대만의 배우이다.

## 방송
- 낙일